# Metylisobutylketon
Metylisobutylketon (MIBK) eller 4-metyl-2-pentanon är en keton med kemisk formel C6H12O.

## Framställning
Metylisobutylketon framställs av aceton i en trestegsprocess. Först genomgår aceton en aldolreaktion och bildar diacetonalkohol (C6H11(OH)O) som kan dehydratiseras till mesityloxid (C6H10O). Mesityloxiden hydrogeneras sedan till MIBK.

## Användning
Metylisobutylketon används som lösningsmedel för nitrocellulosa och lack. Till skillnad från aceton och metyletylketon (MEK) har MIBK endast begränsad löslighet i vatten, något som gör den lämplig för olika extraktions-processer.
Det används också för att denaturera sprit.

## Risker
Ångorna verkar irriterande på ögon och luftvägar. Inandning eller förtäring kan ge huvudvärk, yrsel, illamående och i svårare fall medvetslöshet. Vätskan irriterar och avfettar huden; upprepade hudkontakt kan ge eksem. Stänk i ögonen verkar starkt irriterande. 
Metylisobutylketon är mycket brandfarligt. 